# Thomas Mork
Thomas Mork (Averøy, 22 giugno 1978) è un ex calciatore norvegese, di ruolo centrocampista.

## Carriera

### Club
Mork iniziò la carriera nel Molde, per cui debuttò nella Tippeligaen il 20 aprile 1997, sostituendo Trond Strande nella sconfitta della squadra per 2-0, in casa dello Strømsgodset. Vi giocò fino al 2008, contribuendo nella stagione 2007 al ritorno del club nella massima divisione norvegese dopo la retrocessione subita l'anno prima.

### Nazionale
Mork giocò 13 incontri per la Norvegia under 21. Esordì il 3 febbraio 1998, nel pareggio per 1-1 contro la Danimarca under 21.

## Palmarès

### Giocatore

#### Club

##### Competizioni nazionali
- Coppa di Norvegia: 1

Molde: 2005